# Jacob-van-Heemskerck-Klasse
Die Jacob-van-Heemskerck-Klasse war eine Klasse von Fregatten, die für die Königlich Niederländische Marine gebaut wurden.

## Geschichte
Die Fregatten wurden in den 1970er Jahren als Flugabwehrschiffe auf Basis der Kortenaer-Klasse heraus entwickelt, um besonders auf Bedrohungen durch Flugzeuge reagieren zu können. Dabei spielten auch die Erfahrungen des Falklandkrieges eine Rolle. Die Schiffe besitzen, wie die meisten Fregattenentwürfe ihrer Zeit, ein COGOG (Combined gas or gas)-Antriebssystem.
Insgesamt wurden zwischen 1981 und 1986 zwei Schiffe von Royal Schelde in Vlissingen gebaut.
Nach 19-jähriger Dienstzeit bei der Niederländischen Marine wurden die Schiffe 2005 an Chile verkauft.

## Technik
Die Fregatten der Jacob-van-Heemskerck-Klasse sind 130 Meter lang, 14,5 Meter breit und verdrängen bei einem Tiefgang von 4,4 Metern maximal 3800 Tonnen.
Der Antrieb der Schiffe erfolgt durch ein COGOG-System. Zwei Rolls-Royce Tyne RM1C Gasturbinen mit je 4.900 PS werden bei Marschfahrt bis 20 Knoten Geschwindigkeit eingesetzt, zwei Rolls-Royce Olympus TM3B Gasturbinen mit je 25.700 PS bringen die Schiffe auf ihre Höchstgeschwindigkeit von 30 Knoten. Die Reichweite beträgt 4700 Seemeilen bei 16 Knoten Marschgeschwindigkeit.
Die Rohr-Bewaffnung besteht aus einem Goalkeeper-Nahbereichsverteidigungssystem.
Für den Anti-Schiffseinsatz verfügen die Fregatten über zwei Vierfachstarter für RGM-84 Harpoon-Antischiffsraketen. Vier Torpedorohre für Mark 46 Leichtgewichtstorpedos ergänzen die Bewaffnung.
Da die Schiffe für den Einsatz gegen Luftziele gebaut wurde, wurden sie hier besonders stark bewaffnet So befindet sich vor der Brücke ein Mk. 29-Achtfachstarter für RIM-7 Sea Sparrow-Luftabwehrraketen, zudem wurde ein Starter Mk. 13 für 40 Standard Missile achtern installiert. Dafür wurde auf einen Hangar für Hubschrauber verzichtet.
Ein LW 08 Long Range Air Surveillance Radar sowie ein WM25-Such- und Verfolgungsradar liefern die Daten für das SEWACO II-EDV-System mit Link 11-Datenverbindung und Satellitenkommunikation. Ein Scout-Navigationsradar unterstützt die Navigation des Schiffes. Ein Westinghouse AN/SQS-509-Bugsonar ermöglicht die Ortung von Unterwasserzielen.

## Einheiten
Die Schiffe wurden nach dem General Jacob van Heemskerk und dem Admiral Witte de With benannt.
 Niederlande
| Kennung | Name                | Kiellegung        | Stapellauf       | Indienststellung   | Außerdienststellung | Verbleib                             |
| ------- | ------------------- | ----------------- | ---------------- | ------------------ | ------------------- | ------------------------------------ |
| F812    | Jacob van Heemskerk | 2. Januar 1981    | 5. November 1983 | 14. Januar 1986    | 2. Dezember 2004    | an Chile, Almirante Latorre (FFG-14) |
| F813    | Witte de With       | 15. Dezember 1981 | 25. August 1984  | 17. September 1986 | 26. Mai 2005        | an Chile, Capitán Prat (FFG-11)      |

 Chile
Auch in chilenischen Diensten erhielten die beiden Schiffe die Namen von Marineoffizieren, Arturo Prat und Juan José Latorre. Sie sind in Valparaíso beheimatet.
| Kennung | Name              | Indienststellung  | Außerdienststellung | Verbleib |
| ------- | ----------------- | ----------------- | ------------------- | -------- |
| FFG-11  | Capitán Prat      | 25. Oktober 2006  | 21. Dezember 2019   |          |
| FFG-14  | Almirante Latorre | 16. Dezember 2005 | April 2020          |          |

## Bilder

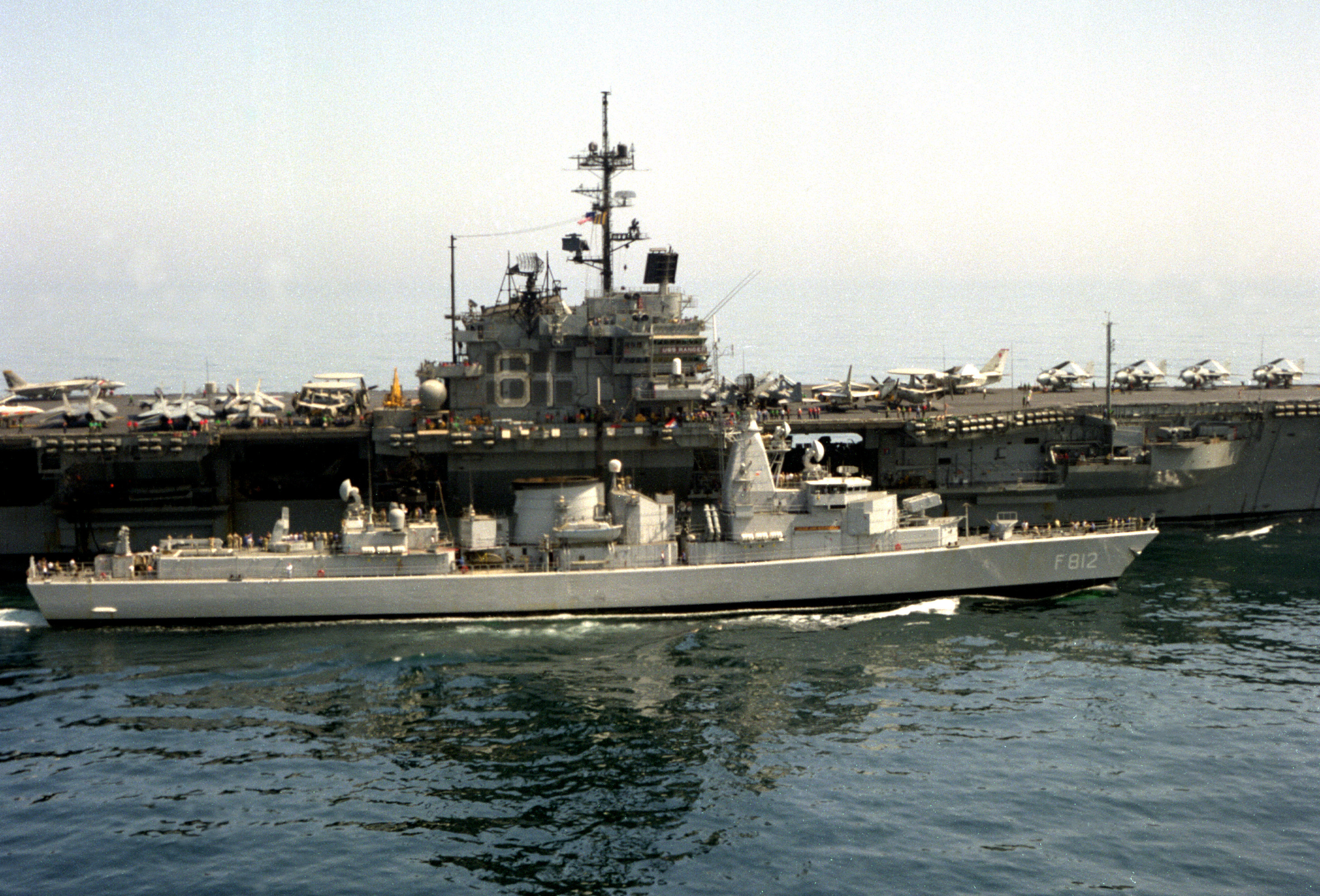
Hr. Ms. Jacob van Heemskerk neben der Ranger während der Operation Desert Shield
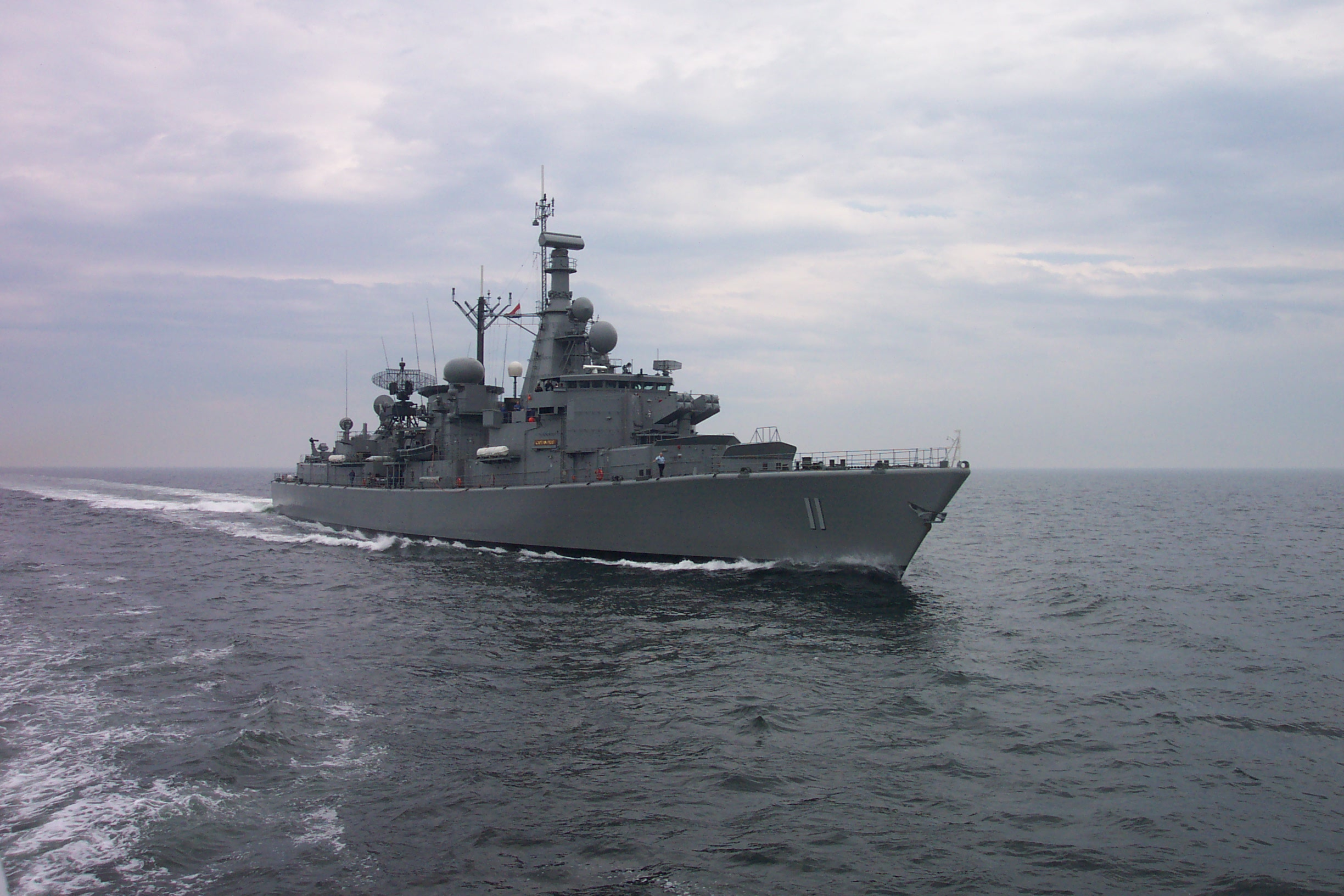
Capitán Prat auf der Nordsee
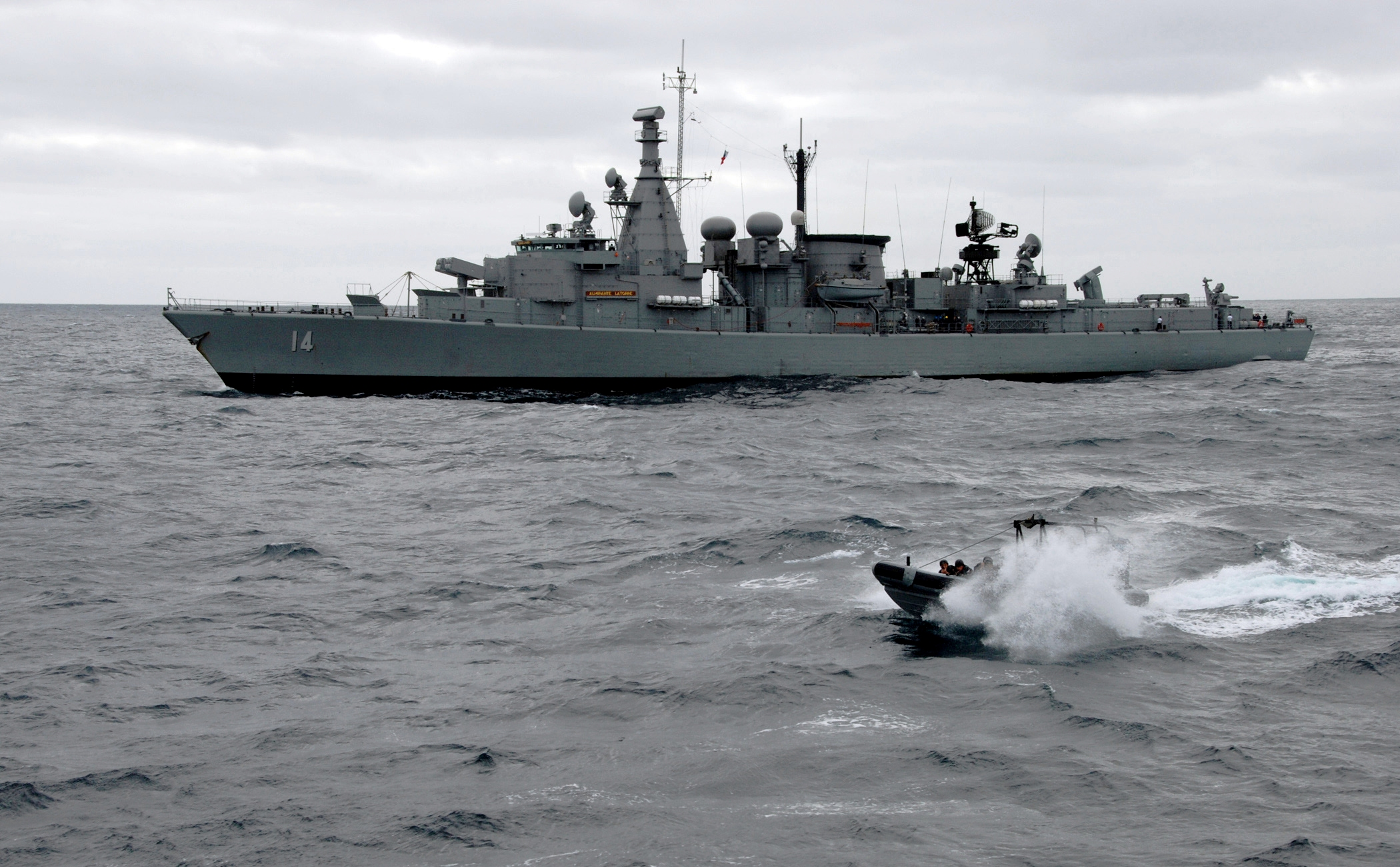
Almirante Latorre 2007